# Knöpfler Vilmos
Zarándi Knöpfler Vilmos (Boicza, 1815. – Marosvásárhely, 1882. szeptember 28.) erdélyi magyar orvos, szemész-, sebész- és szülészorvos. A szabadságharcban tábori orvos, a közéletben országgyűlési képviselő, királyi tanácsos.

## Életpályája
Atyja kincstári orvos volt Boicán (Zaránd, majd Hunyad megye), iskoláit Zalatnán, majd Kolozsvárt végezte, orvosi tanulmányokat Bécsben és Pesten folytatott, ez utóbbi helyen kapta kézhez orvosdoktori oklevelét. Tanulmányai mellett bejárta Cseh-, Porosz-, Szász-, Bajor- és Olaszországot.
1841-ben lépett a gyakorló orvosi pályára, Zaránd, majd Hunyad megye főorvosa, később mint kincstári bányaorvos Nagyágon, Zalatnán és Offenbányán működött 1848-ig. Ekkor tanulmányutat tett Belgiumban, Franciaországban és Angliában, ahol különösen a fürdőket és kórházakat tanulmányozta. 1848. szeptemberben tért haza s nemzetőr-százados lett Zalatnán; majd mint orvos szolgálta végig a szabadságharcot Bem József, Czetz János és Gál Sándor táborában. Az 1848–49-es forradalom és szabadságharc bukása után Knöpflert állami szolgálatba Zalantára helyezték bányaorvosnak; de már 1850-ben a Székelyföld főorvosa lett és Marosvásárhelyen telepedett le. Orvosi hivatása mellett előszeretettel foglalkozott a földtannal. Marosvásárhelyt a közügyek terén tevékeny részt vett; buzgólkodott a kórházak létrehozásán, a megyei s városi közügyek, az egyházi iskolák és jótékonysági intézmények felvirágoztatásán. Egyik megalapítója volt a marosvásárhelyi takarékpénztárnak, annak igazgatói teendőit is ő látta el.
A magyar orvosok és természettudósok vándorgyűléseit 1844-ben és 1863-tól fogva szorgalmasan látogatta. 1864-ben a marosvásárhelyi nagygyűlés első titkára, Előpatakon pedig annak elnöke volt; az 1874-ben Győrött tartott XVII. nagygyűlés őt választotta egyik elnökké Mikó Imre gróf mellé az 1875. nagygyűlésre. 1865-ben királyi tanácsosi címet nyert és később a III. osztályú Vaskorona-renddel tüntették ki; 1875-ben és még két ízben megválasztották Marosvásárhely egyik országgyűlési képviselőjének. 1880-ban a belügyminisztérium által Romániába küldték, hogy a marhavész ellen ottan foganatosított rendszabályokról jelentést tegyen. 1882. április 24-ére a magyar orvosok és természettudósok Marosvásárhelyen megtartandó állandó központi választmányi ülését készítette elő és a Marosvásárhelyt újonnan épült 150 betegre készült közkórház ünnepélyes megnyitását, mint ezen intézet vezető elnöke, s még ugyanezen év szeptember 28-án meghalt.
Orvosi szakközleményeit német és magyar nyelven publikálta. Országgyűlési beszédeit a Naplók (1875-84.) tartalmazzák.

## Kötetei
- Dissertatio inaug. psych.-medica de influxu musicae in corpus et animam. Vindobonae, 1840.
- Természettudomány és gyakorlati élet. A magyar orvosok és természetvizsgálók 1863. szeptember 2. Pesten tartott IX. nagygyűlésében előadva. Pest, 1863.
- Emlékbeszéd bold. Schmidl Adolf, Láng Ferencz és Zipser András felett. Pest, 1865. (és a Munkálatokban XI. 1866.)
- Két népszerű természettudományi felolvasás. Kolozsvár, 1867.
- Az élet és az ember. Marosvásárhely, 1871. (Különnyomat a Magyar orvosok és természetvizsgálók Munkálatainak XV. kötetéből.)
- Elnöki megnyitó s zárbeszéde. Sepsi-Szent-György, 1875. (Különnyomat az orvosok és természetvizsgálók Előpatakon tartott gyűlése Munkálatainak XVIII. kötetéből.)
- A marosvásárhelyi országos kórház alapításának és fejlődésének rövid vázlata. Marosvásárhely, 1882.